# Katslösa, Helsingborgs kommun
Katslösa är en bebyggelse nordost om Rydebäck i Kvistofta socken i Helsingborgs kommun. Från 2015 avgränsar SCB här en småort.